# NGC 6087
NGC 6087 és un dels cúmuls oberts més brillants en la constel·lació d'Escaire amb una magnitud de 5,4. Es troba a uns 3500 anys llum i conté unes 40 estrelles de magnitud entre 7 i 11, sent la més brillant d'elles S Normae.